# Carsten Levisen
Carsten Levisen (f. 1977) er en dansk lingvist og sproglig antropolog.
Levisen er lektor på Roskilde Universitet og medlem af Det Unge Akademi under Videnskabernes Selskab. Han er ph.d. i lingvistik fra University of New England (2011). Hans arbejde spænder over leksikalsk semantik, etnopragmatik og postkoloniale sprogstudier, og hans forskning fokuserer på kulturelle nøgleord, kognitiv kultursemantik og kreolisering af sprog og kultur. Han har introduceret NSM-semantik i en dansk sammenhæng og har appliceret denne tilgang i studiet af dansk og i studiet af kreolsprog.

## Udvalgte udgivelser
- Postcolonial Semantics: Meaning and Metalanguage in a Multipolar World, 2024. Berlin: De Gruyter.
- Cultur.al Semantics and Social Cognition: A Case Study on the Danish Universe of Meaning, 2012. Berlin: De Gruyter Mouton.
- Cultural Keywords in Discourse (2017, sm. m. Sophia Waters), Amsterdam: J. Benjamins (Pragmatics and Beyond New Series).
- Language Ideologies in Music (2017, sm. m. Eeva Sippola og Britta Schneider), Amsterdam: J. Benjamins, Special Issue of Language & Communication.
- Creole Studies: Phylogenetic Approaches (2017, sm. m. Peter Bakker, Finn Borchsenius, og Eeva Sippola).
- Videnskabelige artikler i tidsskrifter som Australian Journal of Linguistics, Language Sciences og International Journal of Language and Culture.
  - Carsten Levisen (september 2013), "On Pigs and People: The Porcine Semantics of Danish Interaction and Cognition", Australian Journal of Linguistics, 33 (3): 344-364, doi:10.1080/07268602.2013.846455, Wikidata  Q50824636

## Tillidshverv m.v.
- Indvalgt i IACPL The International Association of Colonial and Postcolonial Linguistics 2016.
- Indvalgt i Det Unge Akademi 2017.